# M7 Priest
El Transporte a Motor M7 Obús de 105 mm  fue un vehículo de artillería autopropulsada estadounidense producido durante la Segunda Guerra Mundial. Se le dio el nombre oficial de servicio 105 mm artillero autopropulsado, Priest por el Ejército Británico, debido a la similitud entre el orificio superior de la ametralladora y un púlpito, pues Priest significa cura u obispo. Su uso se considera notable durante la Batalla de las Ardenas.

## Historial de combate
En 1941 una de las lecciones de la guerra en Europa fue la necesidad de tener unidades de piezas de artillería autopropulsada que proporcionasen fuego de apoyo y así mismo fuesen capaces de seguir a las unidades blindadas en sus operaciones. La práctica del Ejército de los Estados Unidos de poner cañones sobre vehículos semiorugas propició el nacimiento del Priest en 1941. Su diseño se aceptó en febrero de 1942 y la producción empezó en abril, e inmediatamente el ejército Británico ordenó centenares.
Sobre la base de la ley de préstamos y arriendo los M7 disponibles fueron enviadas urgentemente al Norte de África para frenar el avance del Afrika Korps. Entró en combate por primera vez en la Batalla de El Alamein. Dados los buenos resultados obtenidos y su fiabilidad el Ejército Británico continuo empleándolo en Italia y en Francia, e incluso acabada la II Guerra Mundial. Un problema logístico al que se enfrentaron los ingleses es que su estándar de munición no era el mismo que el americano, lo que fue resuelto con el tiempo con la aparición del Sexton de fabricación Canadiense y con estándares ingleses. Algunos de los M7 fueron adaptados como transporte de personal en Francia en 1944.
El ejército estadounidense asignó sus M7 a los Batallones de Artillería Acorazada de las Divisiones acorazadas, y en algunos Batallones de Artillería Independientes. Los M7 se utilizaron tanto en apoyo de las unidades de Infantería o Acorazada, como en apoyo directo como cañones de asalto. En Europa apoyaron las operaciones en Francia y su punto cumbre lo logró en la Batalla de las Ardenas, donde cada división blindada contaba con tres batallones de M7. Los M7 apoyaron posteriormente el avance sobre Alemania. El M7 también combatió en el frente del Pacífico, especialmente en Okinawa.

## Variantes

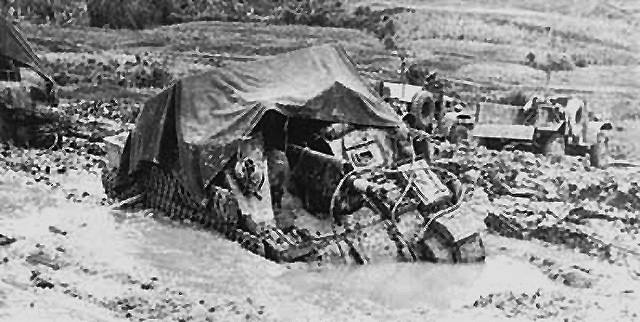
M7 en Okinawa.

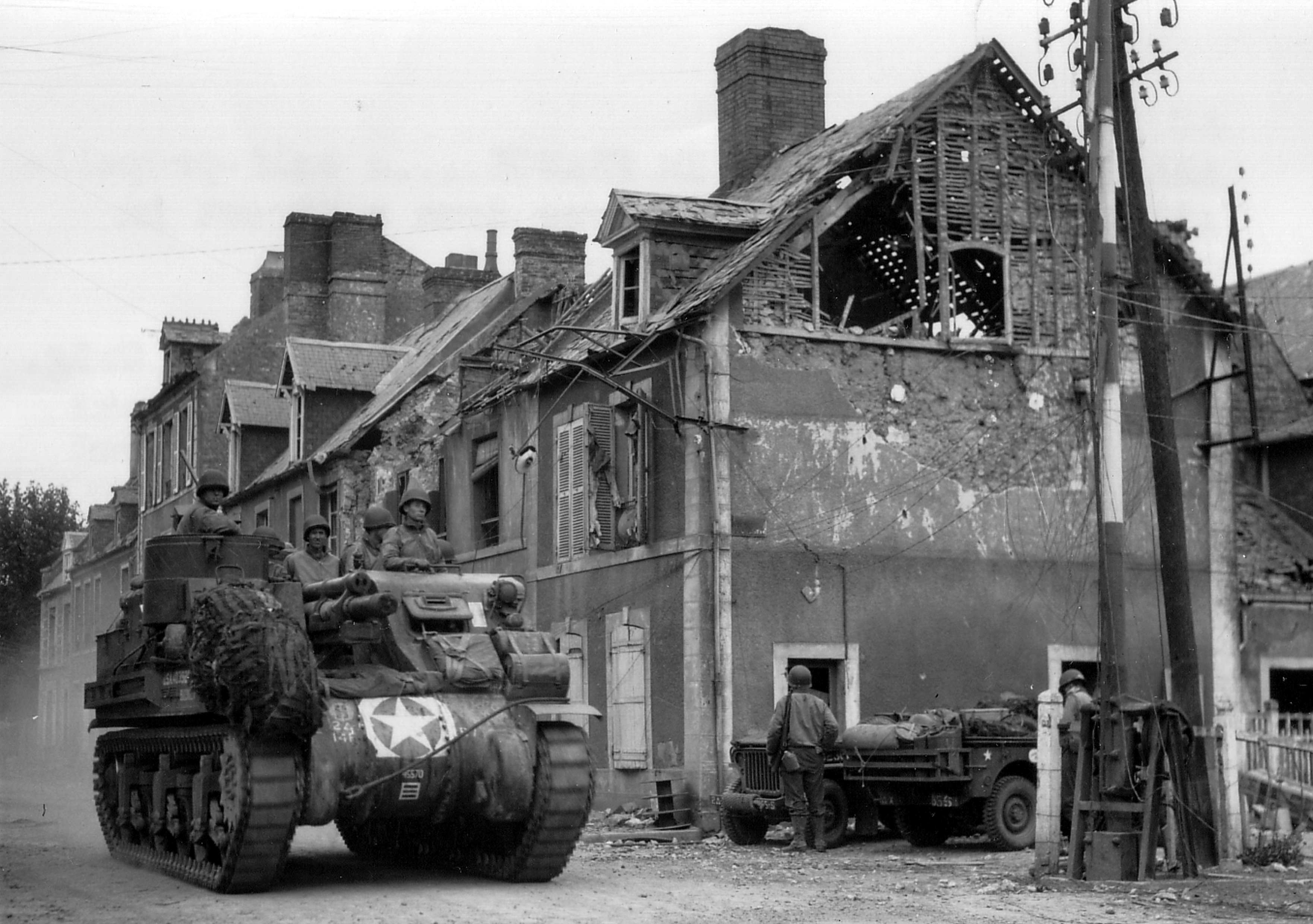
M7 Priest en Carentan, Francia.

- M7

Los primeros M7 producidos fueron modificaciones de los tanques medios M3 Lee. A fin de mantener un perfil bajo, la desviación del cañón del obús se limitó a una inclinación de 35°. En mayo de 1942, después de solo un mes de producción, el vehículo se modificó para aumentar la capacidad de su depósito de municiones de 24 a 69 proyectiles. Esto se logró mediante la colocación de siete proyectiles en la pared izquierda, cinco en la derecha, y un almacén que permitiera guardar el resto en las placas del suelo. El M7 también pasó por un cambio relativamente rápido de estar basado en el M3, para tener más en común con el M4 Sherman. El primer ejemplo importante fue la adopción de tres piezas de la coraza, de una sola pieza de fundición y la suspensión de estas a imitación del M4. En servicio británico, algunos M7 llevaba un aparato de radio, que se situaba en el lugar de 24 proyectiles de munición.
- M7B1

Transformando totalmente la forma del M7, la M7B1 se basa totalmente en el chasis del M4A3 Sherman. Se estandarizó en septiembre de 1943, y se declaró sustituto del estándar en enero de 1945.
- M7B2

Durante la guerra de Corea, la elevación limitada del obús se convirtió notablemente en un asunto problemático y se aumentó a 65° para aumentar el alcance efectivo de este. La ametralladora del montaje antiaéreo también tuvo que ser elevada para dar un arco de fuego de 360°.
- Defrocked Priest

Su traducción aproximada sería "Obispo descanonizado" o "capado", pues la forma de púlpito fue modificada. Como parte del esfuerzo aliado para cerrar la Falaise y salir por fin de Normandía, un total de 72 M7 tenían su arma principal retirada para prestar servicio como vehículos blindados y fueron utilizados por primera vez en Operación Totalize. Estos vehículos modificados sobre el terreno se denominan "Defrocked Priests", "Unfrocked Priests" o incluso "Holy Rollers". El trabajo se realizó en una semana por 250 efectivos a partir de 14 unidades británicas y canadienses. 36 vehículos fueron asignados a la cuarta brigada de infantería de la 2ª División de Canadá y la 154ª Brigada (Highland) de la 51.ª División (Highland), que dirigió el ataque.
- Kangaroo

"Canguro" en español, fue un blindado canadiense convertido a partir del M7 para su uso por las unidades de la Commonwealth británica en el norte de Europa. El canguro podría llevar a 20 unidades de infantería, más una tripulación de dos personas. Un total de 102 fueron convertidos entre octubre de 1944 y abril de 1945. El nombre de "canguro" se convirtió en genérico para todas las conversiones de vehículos de combate blindados de transporte de personal, incluyendo tanques Ram.